# Ferdi Kübler
Ferdinand „Ferdi” Kübler (ur. 24 lipca 1919 w Marthalen, zm. 29 grudnia 2016 tamże) – szwajcarski kolarz szosowy, trzykrotny medalista mistrzostw świata oraz zwycięzca Tour de France.

## Kariera
Zalicza się go do najbardziej utytułowanych kolarzy szwajcarskich, jak i do elity światowego kolarstwa. Charakteryzował go waleczny styl jazdy. Swoje największe sukcesy odnosił już w dość późnym wieku - mając 31 lat odniósł zwycięstwo w Tour de France. Został tym samym pierwszym Szwajcarem, który wygrał ten wyścig. Jego największym konkurentem był w czasach jego kariery inny Szwajcar, Hugo Koblet. Jego kariera była ograniczona przez wiele lat tylko do terytorium rodzinnej Szwajcarii, ze względu na II wojnę światową, która toczyła się wtedy w Europie. Podczas startów w Tour de France wygrał łącznie pięć etapów oraz klasyfikację punktową w 1954 roku, a w klasyfikacji generalnej był wtedy drugi. Trzykrotnie brał udział w Giro d’Italia, zajmując trzecie miejsce w klasyfikacji generalnej w latach 1951–1952 oraz czwarte w 1950 roku. Ponadto wygrał między innymi À travers Lausanne w latach 1940–1942 i 1945, Tour de Suisse w latach 1942, 1948 i 1951, Mistrzostwa Zurychu w 1943 roku, Berner Rundfahrt w latach 1943 i 1949, Tour de Romandie w latach 1948 i 1951, Grand Prix de l'industrie et du commerce de Prato i Grand Prix de Lugano w 1950 roku, La Flèche Wallonne i Liège-Bastogne-Liège w latach 1951–1952, Bordeaux-Paryż w 1953 roku, a pięć lat później był najlepszy w wyścigu Mediolan-Turyn.
Pierwszy medal na arenie międzynarodowej zdobył w 1949 roku, kiedy podczas szosowych mistrzostw świata w Kopenhadze był drugi w wyścigu ze startu wspólnego. W zawodach tych wyprzedził go jedynie Belg Rik Van Steenbergen, a trzecie miejsce zajął Włoch Fausto Coppi. Na rozgrywanych rok później mistrzostwach świata w Moorslede w tej samej konkurencji był trzeci. Tym razem lepsi okazali się Belg Briek Schotte oraz Holender Theo Middelkamp. Ponadto na mistrzostwach świata w Varese w 1951 roku zwyciężył w wyścigu ze startu wspólnego, wyprzedzając dwóch Włochów: Fiorenzo Magniego i Antonio Bevilacquę. W 1945 roku został mistrzem kraju w kolarstwie przełajowym, a w latach 1940, 1941 i 1943 zwyciężał podczas torowych mistrzostw Szwajcarii. Nigdy nie wystąpił na igrzyskach olimpijskich.
Kübler zakończył swoją karierę w 1957 roku.

### Najważniejsze sukcesy
- Tour de France 1950
- Mistrzostwo świata 1951
- Tour de Suisse 1942, 1948, 1951
- Tour de Romandie 1948, 1951
- zielona koszulka na Tour de France 1954 (2. miejsce w klasyfikacji generalnej)
- 5 etapów na Tour de France (3 x 1950, 2 x 1954)
- La Flèche Wallonne 1951, 1952
- Liège-Bastogne-Liège 1951, 1952
- Mediolan-Turyn 1956